# Попов, Харитон Иванович
Харитон Иванович Попов (21 сентября 1834 — 27 октября 1925) — русский историк и благотворитель, первый директор и один из организаторов Новочеркасского музея истории донского казачества.
Отец Петра Попова, донского атамана, руководителя Степного похода, и Николая Попова, священномученика.

## Биография
Родился 21 сентября 1834 года в станице Остроуховской Области Войска Донского (позже её территория была присоединена к станице Букановской), ныне Волгоградской области, в казачьей семье. Обучаться начал дома под руководством своего деда, пополняя свои знания чтением книг. Никакого специального образования, включая высшего, не получил [1].
В пятнадцать лет поступил на государственную службу, был писарем у дистанционных заседателей. В 1853 году, с началом Крымская войны, был призван на военную службу и вместе со своим полком, отправился на защиту побережья Азовского моря, затем переведен для защиты Таганрога. С 1856 года работал в канцелярии Хоперского окружного сыскного начальства, в 1859 году был назначен к окружному стряпчему, а позже — к сыскному начальнику Хоперского округа. В это же время Преображенское станичное общество выбрало Харитона Попова депутатом в комитет для составления проекта нового положения о войске Донском, членом котором он впоследствии стал.
В 1865 году Харитон Иванович был избран членом Донского статистического комитета, находясь в нем 50 лет. За отличие по службе был произведен в чин коллежского регистратора, позже — в чин коллежского секретаря. По назначению войскового наказного атамана работал в различных комиссиях и комитетах. В 1884 году он был в числе организаторов Общества любителей донской старины и вошел в состав комиссии по устройству Донского музея, открытого в 1886 году. Харитон Иванович Попов принимал участие во многих российских археологических съездах, а за участие в 9-м археологическом съезде в Вильно Императорское археологическое общество в ноябре 1893 года избрало его своим членом-корреспондентом.
21 декабря 1897 года Харитон Иванович Попов (в чине статского советника) по собственному прошению был уволен со службы и продолжил свою общественную деятельность став первым заведующим Донским музеем, открытым 22 ноября 1899 года в Новочеркасске. В этой должности он находился до 18 мая 1920 года.
Умер 27 октября 1925 года. Был похоронен на станции хутора Пчеловодный, где имел дачу. Его могила была разыскана в 2000-х годах.

## Интересные факты
- Харитон Иванович Попов занимался изыскательской деятельностью, в частности археологией на территории края. Он точно определил по археологическим остаткам местонахождение хазарской крепости Саркел, указав её у станицы Цимлянской (в настоящее время находится на дне Цимлянского водохранилища)[3] Об этом был его доклад на археологическом съезде в Вильно в 1893 году[1].
- Его старший сын — Николай Харитонович — был священником Иоанно-Богословской церкви хутора Верхне-Гнутов станицы Есауловской. В ночь на 27 марта (старый стиль) 1919 года был казнен по приговору Морозовского трибунала.

Решением Священного Синода Русской Православной Церкви 17 июля 2006 года протоиерей Николай Попов был причислен к Собору Новомучеников и Исповедников Российских XX века.

## Награды
- Награждён бронзовой медалью на Андреевской ленте в память о Крымской войне 1853—1856 годов, орденами Св. Станислава 3-й и 2-степеней и Св. Анны 3-й и 2-й степеней.
- За участие в деятельности общества попечения о раненых и больных воинах во время войны 1877—1878 гг. был удостоен знака «Красный Крест».